# Pustolovski park
Pustolovski park je besedna zveza, ki se v Sloveniji uporablja za poimenovanje plezalnih parkov postavljenih po navadi v gozdu na obstoječih drevesih.
Prvi pustolovski park so bili v Sloveniji postavljeni leta 2010, ko sta se odprla Pustolovski park Postojna in Pustolovski park Bled.Prvi pustolovski park je bil postavljen v Mariboru (Betnava) leta 2007. 
Od tedaj se v Sloveniji postavilo in odprlo še 7 pustolovskih parkov. 
Trenutno je v Sloveniji 9 pustolovski parkov.
Za varno uporabo pustolovskega parka je potrebno upoštevati pravila uporabe in veljavno zakonodajo.
Pravila so napisana v standardu EN 15677-2, ki ureja upravljanje s pustolovskimi parki.
Plezalni element ali elemnt spretnosti predstavlja nalogo ali aktivnost, ki jo mora posameznik ali skupina premagati med gibanjem iz točke A do točke B. Plezalni elementi so v pustolovskem parku postavljeni med stojnimi platformami, ki so montirane na obstoječa drevesa. Posamezna plezalna pot je sestavljena iz večjega števila zaporedno postavljenih plezalni elementov.

### Pristopni elementi spretnosti
vpon po stebru
vertikalna mreža
lestev

### Plezalni elementi spretnosti
viseče mreže
viseči mostovi
slackline

### Pohodni elementi spretnosti
pohodni most
pohodne mreže
viseče zanke

### Prečke
flying fox
trapez
tarzan

### Sestopni elementi spretasti
lestev
spust po vrvi
Pustolovski park Postojna
Pustolovski park Bled
Pustolovski park Bukovniško jezero
Pustolovski park Otočec
Pustolovski park Celjska koča
Pustolovski park Betnava
Pustolovski park Geoss
Pustolovski park Solkan
Pustolovski park Čatež
Pustolovski park Cukarca